# Bayeux-i katonai temető
A bayeux-i katonai temető második világháborús sírkert Észak-Franciaországban, ahol a normandiai csata sok halottja nyugszik.
Az angolszász szövetségesek 1944. június 6-án szálltak partra Normandiában. Bayeux-t gyorsan felszabadították az előrenyomuló csapatok. A temetőt a várostól délnyugatra alakították ki, ma elővárosi környezetben fekszik. A sírkertbe, amely a legnagyobb a második világháborús franciaországi brit nemzetközösségi temetők közül, a város közelében elesett, illetve a tábori kórházakban elhunyt katonákat temették.
A temető kialakítása 1952-re fejeződött be, földjében 4144 nemzetközösségi katona nyugszik, közülük 338-at nem sikerült azonosítani. Rajtuk kívül 500 más nemzetiségű, főként német hősi halottat hantoltak el. Nyugszik a temetőben több lengyel és szovjet katona is, valamint egy 1944. június 10-én lezuhant ausztrál repülőgép ötfős legénysége.
A temetővel szemben állították fel a bayeux-i emlékművet, amelyre több mint 1800 olyan nemzetközösségi katona nevét vésték fel, akik a normandiai csata korai szakaszában haltak meg, de nem tudni, hol nyugszanak.